# Collier (Familienname)
Collier ist ein englischer Familienname.

## Herkunft und Bedeutung
Collier ist ein Berufsname, der sich auf den Köhler bezieht.

## Varianten
- Collyer[1]

## Namensträger
- Andrew Collier Cameron, schottischer Astronom
- Arthur Collier (1680–1732), englischer Philosoph
- Barbara Collier (* 1940), kanadische Sängerin (Sopran)
- Basil Collier (1908–1983), britischer Autor
- Bill Collier (1921–2015), australischer Rugbyspieler
- Carolyn Rovee-Collier (1942–2014), US-amerikanische Psychologin
- Charles Fenton Collier (1827–1899), US-amerikanischer Jurist, Politiker und Offizier
- Charli Collier (* 1999), US-amerikanische Basketballspielerin
- Charlie Collier (1885–1954), britischer Motorradrennfahrer und Unternehmer
- Cheryl Collier (* 1967), kanadische Politikwissenschaftlerin
- Constance Collier (1878–1955), britische Schauspielerin
- David Collier (* 1942), US-amerikanischer Politikwissenschaftler
- Don Collier (1928–2021), US-amerikanischer Schauspieler
- Edith Collier (1885–1964), neuseeländische Malerin
- Elise Collier (* 1998), australische Sportschützin
- Evert Collier (1642–1708), holländischer Stilllebenmaler des Goldenen Zeitalters
- F. S. Collier (um 1875 – nach 1902), englischer Badmintonspieler
- Gary Collier (* 1971), US-amerikanischer Basketballspieler
- Gerard Collier, 5. Baron Monkswell (1947–2020), britischer Peer und Politiker (Labour Party)
- Graham Collier (1937–2011), britischer Jazzmusiker
- Harold R. Collier (1915–2006), US-amerikanischer Politiker
- Harry Collier (Rennfahrer), britischer Motorradrennfahrer und Unternehmer
- Henry W. Collier (1801–1855), US-amerikanischer Politiker
- Irwin Collier (* 1951), US-amerikanischer Wirtschaftswissenschaftler
- Isabella Heuser-Collier (* 1952), deutsche Psychologin und Psychiaterin
- Isaiah Collier (* 1998), US-amerikanischer Jazzmusiker
- Isaiah Collier (Basketballspieler) (* 2004), US-amerikanischer Basketballspieler
- Jacob Collier (* 1994), britischer Sänger, Arrangeur, Komponist und Multiinstrumentalist
- James Lincoln Collier (* 1928), US-amerikanischer Schriftsteller und Biograph
- James William Collier (1872–1933), US-amerikanischer Politiker
- Jason Collier (1977–2005), US-amerikanischer Basketballspieler
- Jeanne Collier (* 1946), US-amerikanische Wasserspringerin
- Jeremy Collier (1650–1726), britischer Geistlicher und Kritiker des Theaters
- John Collier (Maler) (1850–1934), britischer Maler
- John Collier (Reformer) (1884–1968), US-amerikanischer Sozialreformer
- John Collier (Schriftsteller) (1901–1980), US-amerikanischer Schriftsteller und Drehbuchautor britischer Herkunft
- John Collier (Leichtathlet) (1907–1984), US-amerikanischer Leichtathlet
- John Collier (* 1938), US-amerikanischer Mikrobiologe und Biochemiker, siehe R. John Collier
- John Collier (Bildhauer) (* 1948), US-amerikanischer Bildhauer
- John A. Collier (1787–1873), US-amerikanischer Jurist und Politiker
- John H. Collier (1898–1980), US-amerikanischer General
- John Payne Collier (1789–1883), englischer Shakespeare-Forscher
- Leslie Collier (1921–2011), britischer Virologe
- Lois Collier (1919–1999), US-amerikanische Schauspielerin
- Lou Collier (* 1973), US-amerikanischer Baseballspieler
- Matthew Collier, US-amerikanischer Astronom
- Mitty Collier (* 1941), US-amerikanische Soul- und Gospelsängerin
- Napheesa Collier (* 1996), US-amerikanische Basketballspielerin
- Norman Collier (1925–2013), britischer Komiker
- Paul Collier (Ökonom) (* 1949), britischer Wirtschaftswissenschaftler
- Paul Collier (Schiedsrichter) (* 1970), walisischer Snookerschiedsrichter
- Philip Collier (1873–1948), australischer Politiker
- R. John Collier (* 1938), US-amerikanischer Mikrobiologe und Biochemiker
- Ralph Collier (1919–2010), US-amerikanischer Jazz-Schlagzeuger
- Renate Collier (1919–2001), deutsche Ärztin für Naturheilverfahren
- Rob James-Collier (* 1976), britischer Schauspieler
- Robert Collier, 1. Baron Monkswell (1817–1886), britischer Jurist
- Robert Collier, 2. Baron Monkswell (1845–1909), britischer Politiker
- Robert Collier, 3. Baron Monkswell (1875–1964), britischer Autor
- Robert Collier (Autor) (1885–1950), US-amerikanischer Autor von Selbsthilfe- und Motivationsbüchern
- Robert J. Collier (1876–1918), US-amerikanischer Publizist
- Ron Collier (1930–2003), kanadischer Jazzposaunist, Komponist und Arrangeur
- Ryan Collier (* 1991), kanadisch-niederländischer Eishockeyspieler
- Tim Collier (* 1954), US-amerikanischer Footballspieler
- Vanessa Collier (* 1991), US-amerikanische Blues-, Soul-, Funk- und R&B-Musikerin
- Werner Collier (1896–1960), deutsch-niederländischer Mediziner und Biologe
- William Collier junior (1902–1987), US-amerikanischer Schauspieler